# Nehemiah Green
Nehemiah Green (Contea di Hardin, 8 marzo 1837 – Manhattan, 12 gennaio 1890) è stato un politico statunitense, membro del Partito Repubblicano ed ex-governatore del Kansas.
| Controllo di autorità | VIAF (EN) 16861694 · ISNI (EN) 0000 0000 4559 7075 · LCCN (EN) no99062903 · GND (DE) 1196879915 |